# The Empty Cradle
The Empty Cradle er en amerikansk stumfilm fra 1923 af Burton L. King.

## Medvirkende
- Mary Alden som Alice Larkin
- Harry T. Morey som John Larkin
- Mickey Bennett som Buddy Larkin
- Edward Quinn som Frankie Larkin
- Helen Rowland som Baby Louise
- Coit Albertson som Robert Lewis